# Cootehill
Cootehill (iriska: Muinchille) är en ort i grevskapet Cavan i Republiken Irland. Orten är känd för att vara födelseplatsen för ärkebiskopen John Charles McQuaid år 1895. Tätorten (settlement) Cootehill hade 1 853 invånare vid folkräkningen 2016.